# Мерициди, Христофор Авраамович
Христофор Авраамович Мерициди, другие варианты отчества — Абрамович, Аврамович (груз. კრისტოფერ ავრაამოვიჩ მერიციდი; 1905, село Ачква, Батумская область, Российская империя — 1974, село Ачква, Кобулетский район, Аджарская АССР, Грузинская ССР) — председатель колхоза «Красный Октябрь» Кобулетского района, Аджарская АССР, Грузинская ССР. Герой Социалистического Труда (1949).

## Биография
Родился в 1905 году в крестьянской семье в селе Ачква Батумского уезда. По национальности грек. После окончания местной начальной школы трудился в сельском хозяйстве. Во время коллективизации вступил в 1928 году в местное товарищество по совместной обработке земли. Был избран председателем этого товарищества, которое в 1932 году было преобразовано в колхоз имени Сталина Кобулетского района.
За выдающиеся трудовые достижения при выполнении правительственных заданий во время Великой Отечественной войны был награждён медалью «За трудовую доблесть».
В 1948 году труженики колхоза сдали государству в среднем с каждого гектара по 5265 килограммов сортового чайного листа с площади 31,5 гектара. Указом Президиума Верховного Совета СССР от 29 августа 1949 года удостоен звания Героя Социалистического Труда за «получение высоких урожаев сортового зелёного чайного листа и цитрусовых плодов в 1948 году» с вручением ордена Ленина и золотой медали «Серп и Молот» (№ 6173).
Этим же указом званием Героя Социалистического Труда были награждены агроном колхоза имени Сталина Христофор Авраамович Куртов, звеньевые колхоза Иван Демьянович Куртов и Василий Георгиевич Политов.
Неоднократно участвовал в работе Всесоюзной выставки ВДНХ, где награждался медалями. Избирался депутатом местного сельского Совета трудящихся, членом Аджарского обкома партии.
Возглавлял колхоз до 1960 года. После выхода на пенсию проживал в родном селе Ачква. Будучи пенсионером, трудился в правлении колхоза. По итогам работы в годы Семилетки (1959—1965) был награждён Орденом «Знак Почёта».
Умер в 1974 году. Похоронен на сельском кладбище села.
Награды
- Герой Социалистического Труда
- Орден Ленина
- Орден «Знак Почёта» (02.04.1966)
- Медаль «За трудовую доблесть» (07.01.1944)